# WGC - Bridgestone Invitational 2012
De WGC - Bridgestone Invitational  is een jaarlijks golftoernooi dat in 2012 van 2 tot en met 5 augustus werd gespeeld. Het wordt gespeeld op de South Course van de Firestone Country Club in Akron in de Amerikaanse staat Ohio. Titelverdediger Adam Scott kwam er dit jaar niet aan te pas. De Amerikaan Keegan Bradley won het toernooi.

## Verslag
De par van de baan is 70.

### Ronde 1

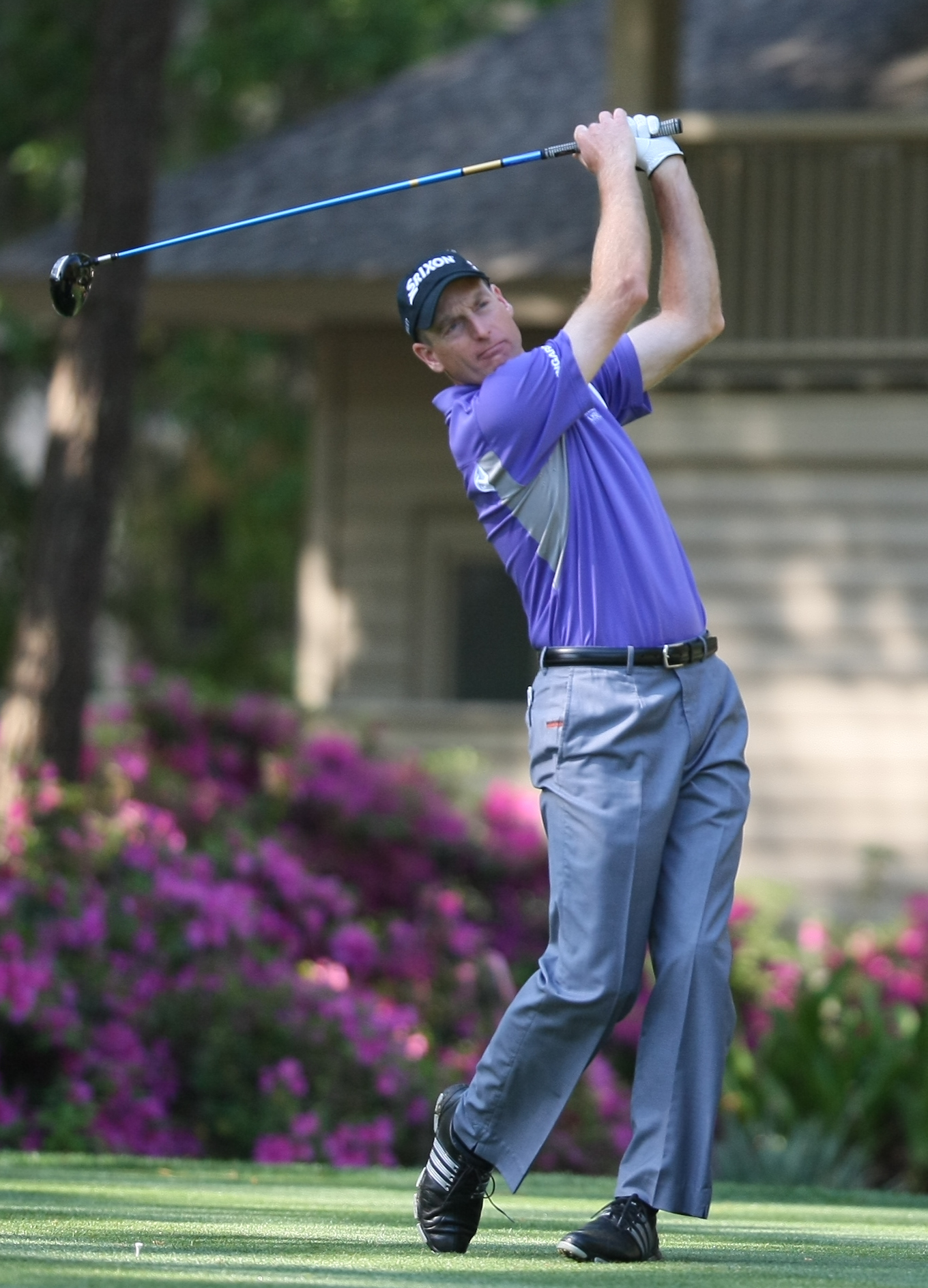
Jim Furyk

Na de ochtendronde stonden Ben Crane, Luke Donald en Bubba Watson aan de leiding met −4. 's Middags werden ze ingehaald door Jim Furyk, die met −7 ruimschoots aan de leiding ging, en Lee Slattery, die op de 2de plaats eindigde. Op −4 kwamen ook nog Simon Dyson, John Senden en Rafael Cabrera Bello binnen. Joost Luiten maakte +2 en Nicolas Colsaerts +3.

### Ronde 2
Jim Furyk heeft de leiding gehouden en dankt dat aan zijn Odyssey putter. Enkele weken geleden probeerde hij een lange putter uit, maar die verdween al gauw weer in zijn garage, waar hij de ongeveer 100 putters bewaart die hij in zijn carrière gebruikt heeft . De beste rondes waren van Rafael Cabrera Bello en Louis Oosthuizen, die daardoor naar de 2de en 3de plaats stegen. Nicolas Colsaerts speelde onder par en steeg 25 plaatsen, Joost Luiten maakte +1 maar steeg ook een beetje.

### Ronde 3
Louis Oosthuizen was de enige speler in de top-10 die de vierde ronde onder par speelde,  maar Jim Furyk bleef nog net aan de leiding. Nicolas Colsaerts  en Joost Luiten hadden een slechte ronde. 

### Ronde 4
Het komt zelden voor dat de leider van ronde 1,2 en 3 ook de winnaar is. Ook bij dit toernooi werd de leider ingehaald. Twee spelers maakten een ronde van 64. Keegan Bradley won daardoor en Steve Stricker klom daarmee naar de 2de plaats, waar Jim Furyk ook terecht was gekomen.

## Uitslag
| Naam                 | R1 | R1 | Nr  | R2 | R2 | Totaal | Nr  | R3 | R3  | Totaal | Nr  | R4 | R4  | Totaal | Eindstand |
| -------------------- | -- | -- | --- | -- | -- | ------ | --- | -- | --- | ------ | --- | -- | --- | ------ | --------- |
| Keegan Bradley       | 67 | −3 | T9  | 69 | −1 | −4     | T8  | 67 | −3  | −7     | T3  | 64 | −6  | −13    | 1         |
| Jim Furyk            | 63 | −7 | 1   | 66 | −4 | −11    | 1   | 70 | par | −11    | 1   | 69 | −1  | −12    | T2        |
| Steve Stricker       | 68 | −2 | T13 | 68 | −2 | −4     | T8  | 68 | −2  | −6     | T5  | 64 | −6  | −12    | T2        |
| Louis Oosthuizen     | 67 | −3 | T9  | 65 | −5 | −8     | 3   | 68 | −2  | −10    | 2   | 69 | −1  | −11    | 4         |
| Jason Dufner         | 67 | −3 | T9  | 66 | −4 | −7     | 4   | 73 | +3  | −4     | T9  | 68 | −2  | −6     | 7         |
| Lee Slattery         | 65 | −5 | 2   | 71 | +1 | −4     | T8  | 72 | +2  | −2     | T13 | 68 | −2  | −4     | T8        |
| Luke Donald          | 66 | −4 | T3  | 69 | −1 | −5     | T7  | 71 | +1  | −4     | T9  | 70 | par | −4     | T8        |
| Bubba Watson         | 66 | −4 | T3  | 73 | +3 | −1     | T20 | 72 | +2  | +1     | T31 | 67 | −3  | −2     | T19       |
| K.T. Kim             | 67 | −3 | T9  | 67 | −3 | −6     | T5  | 74 | +4  | −2     | T13 | 71 | +1  | −1     | T24       |
| Rafael Cabrera Bello | 66 | −4 | T3  | 65 | −5 | −9     | 2   | 77 | +7  | −2     | T13 | 73 | +3  | +1     | T29       |
| Nicolas Colsaerts    | 73 | +3 | T60 | 68 | −2 | +1     | T35 | 74 | +4  | +5     | T49 | 70 | par | +5     | T40       |
| Joost Luiten         | 72 | +2 | T51 | 71 | +1 | +3     | T48 | 77 | +7  | +10    | T68 | 69 | −1  | +9     | T63       |

## Spelers
Voor dit toernooi hebben zich 77 spelers uit 16 landen gekwalificeerd. Ook de winnaar van het Canadees Open, dat in de week voor de Invitational wordt gespeeld, kwalificeert zich. Tot vrijdag 27 juli kunnen zij zich inschrijven. 
Tiger Woods won het toernooi in 1999, 2000, 2001, 2005, 2006, 2007 en 2009.
| - Robert Allenby - Aaron Baddeley - Sang-Moon Bae - Oliver Bekker - Thomas Bjørn - Keegan Bradley - Jonathan Byrd - Rafael Cabrera Bello - Greg Chalmers - K.J. Choi - Nicolas Colsaerts - Ben Crane - Jason Day - Luke Donald - Jamie Donaldson - Jason Dufner - Simon Dyson - Ernie Els - Gonzalo Fz-Castaño | - Rickie Fowler - Yoshinori Fujimoto - Jim Furyk - Sergio García - Retief Goosen - Branden Grace - Bill Haas - Peter Hanson - Michael Hoey - Ryo Ishikawa - Fredrik Jacobson - Thongchai Jaidee - Dustin Johnson - Zach Johnson - Martin Kaymer - K.T. Kim - Matt Kuchar - Martin Laird - Paul Lawrie | - Marc Leishman - Tom Lewis - Joost Luiten - Hunter Mahan (2010) - Graeme McDowell - Rory McIlroy - Phil Mickelson - Francesco Molinari - Toshinori Muto - Kevin Na - Geoff Ogilvy - Louis Oosthuizen - Carl Pettersson - Ted Potter Jr - Ian Poulter - Alvaro Quiros - Robert Rock - Justin Rose - Charl Schwartzel | - Adam Scott (2011) - John Senden - Marcel Siem - Jeev Milkha Singh - Lee Slattery - Brandt Snedeker - Kyle Stanley - Steve Stricker - Toru Taniguchi - David Toms - Bo Van Pelt - Johnson Wagner - Nick Watney - Bubba Watson - Lee Westwood - Bernd Wiesberger - Danny Willett - Mark Wilson - Tiger Woods - Y.E. Yang |